# Салетник, Марино
Марино Салетник (итал. Marino Saletnik; 1915 — 1973) — итальянский шашист, трёхкратный чемпион Италии по международным шашкам (1966, 1968, 1969) и двукратный по итальянским шашкам (1952, 1969), международный мастер.

## Основные результаты в международных соревнованиях
- турнир претендентов 1951 года — 4 место
- чемпионат мира 1952 года — 11-12 места
- чемпионат мира 1964 года — 11 место
- чемпионат Европы 1969 года — 8 место
- турнир претендентов 1970 года — 5 место